# Societat Catalana de Micologia
La Societat Catalana de Micologia (SCM) és una societat científica, fundada a Barcelona el 1973, i adherida de la Institució Catalana d'Història Natural (ICHN), filial de l'Institut d'Estudis Catalans.
Tot i que els seus estatuts s'aprovaren l'abril de 1972 i la seva legalització fou l'octubre d'aquell mateix any, la SCM no comença a funcionar com a tal fins al 1973, amb les trobades d'un grup de naturalistes, alguns d'ells universitaris, interessats per la temàtica dels bolets i pel treball de botànics com ara Pius Font i Quer, Joaquim Codina i Vinyes, Georges Malençon o Raimond Bertault. Eren trobades setmanals que es feien en el Departament de Botànica de la Facultat de Biologia de la Universitat de Barcelona. Assistien també a cursets, excursions i exposicions organitzats pel mateix Departament, en col·laboració amb l'Institut Botànic de Barcelona, en aquella època també dirigit per Oriol de Bolós, que en fou nomenat Soci Honorífic. Els fundadors de la SCM van ser un grup de 75 persones i el nombre de socis va anar augmentat fins als 300 socis que tenia l'any 2020.
L'any següent a la creació de la SCM, el 1974 es començà a publicar el Butlletí de la Societat Catalana de Micologia, l'òrgan oficial de la Societat, que a partir de l'any 1995, en un nou format i modernitzat, canvià de nom i passà a denominar-se Revista Catalana de Micologia. Aquesta publicació recull els resultats de la recerca de la Societat Catalana de Micologia. La publicació més coneguda de la SCM és, però, Bolets de Catalunya, una col·lecció de carpetes amb 50 fitxes cadascuna que recull la iconografia i descripció de bolets. Fins a l'any 2023 s'havien publicat 42 carpetes, amb la descripció i fotografia de 2100 espècies de Catalunya i la península Ibèrica.
El primer president, i un dels fundadors de la Societat Catalana de Micologia, va ser el naturalista Ramon Menal i Armisé. Des de la tardor de 2021, el president de la SCM és el biòleg i micòleg Jaume Llistosella Vidal, soci fundador de la SCM i professor de la Facultat de Biologia de la UB.